# Krstinja
 Krstinja (magyar nevén Kersztinya)  falu Horvátországban, Károlyváros megyében. Közigazgatásilag Vojnićhoz tartozik.

## Fekvése
Károlyvárostól 31 km-re, községközpontjától 10 km-re délkeletre a Kordun területén, a Petrova gora déli lábánál fekszik.

## Története
Kersztinja várát 1334-ben említik először, első ismert birtokosa a Ladihović nembeli Juraj Sanković volt. 1504-ben a várat és uradalmát a cetini Frangepán Kristóf vásárolta meg, aki 1527-ig meg is tartotta. Ekkor a Frangepánok másik, szluini ágának uralma alá került. Valószínűleg ekkor épült a lakótorony, melynek maradványa ma is látható. A vár 1572-ben a katonai határőrvidék igazgatása alá került, de 1585-ben elfoglalta a török és csak 1699-ben sikerült visszafoglalni. Nem tudni, hogy ekkor rongálódott-e meg, de 1701-ben a korabeli leírások szerint már romos állapotban volt. A 17. század végétől az elmenekült horvátok helyére a hódoltsági területekről nagy számú szerb érkezett. A katonai határőrvidék megszervezésekor annak részeként a szluini határőrezred parancsnoksága alá tartozott, majd 1881-től a Vojnići járás része volt.
A falunak 1857-ben 225, 1910-ben 413 lakosa volt. Trianonig Modrus-Fiume vármegye Vojnići járásához tartozott. 2011-ben 76 lakosa volt.

## Lakosság
| Lakosság változása | Lakosság változása | Lakosság változása | Lakosság változása | Lakosság változása | Lakosság változása | Lakosság változása | Lakosság változása | Lakosság változása | Lakosság változása | Lakosság változása | Lakosság változása | Lakosság változása | Lakosság változása | Lakosság változása | Lakosság változása |
| ------------------ | ------------------ | ------------------ | ------------------ | ------------------ | ------------------ | ------------------ | ------------------ | ------------------ | ------------------ | ------------------ | ------------------ | ------------------ | ------------------ | ------------------ | ------------------ |
| 1857               | 1869               | 1880               | 1890               | 1900               | 1910               | 1921               | 1931               | 1948               | 1953               | 1961               | 1971               | 1981               | 1991               | 2001               | 2011               |
| 225                | 299                | 328                | 371                | 389                | 413                | 387                | 400                | 306                | 337                | 313                | 226                | 177                | 166                | 99                 | 76                 |

## Nevezetességei
Kersztinja várának romjai a falutól nyugatra található magaslaton állnak. A vár magja a hengeres lakótorony volt, az ezt övező falat három félkör alakú toronnyal és egy kaputoronnyal erősítettek meg. A külső vár falát ugyancsak egy félköríves torony erősítette. Mára a lakótorony kétharmada és a várfalak csekély részei maradtak fenn az egykori várárok nyomaival. A várat 1334-ben említik először „Crestina” néven, ekkor tulajdonosa Ladiković nembeli J. Sanković volt. 1504-től a cetinjei, 1543-tól pedig a szluini Frangepánok kezében volt. 1699-ig török fennhatóság alatt állt. A katonai határ eltörlése után összeomlott. 